# James Jones (baseball)
Pour les articles homonymes, voir James Jones et Jones.
James Steven Jones (né le 24 septembre 1988 à Brooklyn, New York, États-Unis) est un voltigeur des Rangers du Texas de la Ligue majeure de baseball.

## Carrière
Joueur des Blackbirds de l'Université de Long Island, James Jones  est un choix de quatrième ronde des Mariners de Seattle en 2009. Au moment d'être sélectionné par Seattle, Jones avait de l'expérience comme lanceur. Un gaucher possédant une balle rapide pouvant atteindre 151 km/h, Jones n'avait cependant pas connu beaucoup de succès dans ce rôle et les Mariners lui prévoyait un avenir comme joueur de champ extérieur. Dès 2010, la publication Baseball America considère que Jones est le voltigeur possédant le lancer le plus puissant du champ extérieur parmi les joueurs de ligues mineures sous contrat avec la franchise.
James Jones fait ses débuts dans le baseball majeur avec les Mariners de Seattle le 18 avril 2014 à l'âge de 25 ans. Amené comme remplaçant au champ droit dans un match contre les Marlins de Miami, il réussit dès son premier passage au bâton le premier coup sûr de sa carrière dans les majeures, face au lanceur A. J. Ramos. En 108 matchs joués à sa première saison dans les majeures, il réussit 27 vols de buts en 28 essais et marque 46 points. Sa moyenne au bâton se chiffre à ,250 mais sa moyenne de présence sur les buts de ,278 n'est pas très élevée.
Le 16 novembre 2015, les Mariners échangent aux Rangers du Texas James Jones, le releveur droitier Tom Wilhelmsen et le joueur de champ intérieur Patrick Kivlehan, contre le voltigeur Leonys Martín et le lanceur droitier Anthony Bass.